# Gazalkent
Gazalkent es una localidad de Uzbekistán, en la provincia de Taskent.
Se encuentra a una altitud de 695 m sobre el nivel del mar. 

## Demografía
Según estimación 2010 contaba con una población de 27229 habitantes.